# N942 (België)
De N942 is een gewestweg in de Belgische provincie Namen. Deze weg vormt de verbinding tussen Dhuy en Gramptinne. Bij Dhuy loopt de weg pal langs de Tumulus van de zes broers en nabij Goyet deelt de N942 haar parcours voor ongeveer 600 meter met de N941. 
De totale lengte van de N942 bedraagt ongeveer 39 kilometer.

## Plaatsen langs de N942
- Dhuy
- Leuze
- Waret-la-Chaussée
- Tillier
- Franc-Waret
- Vezin
- Namêche
- Samson
- Goyet
- Faulx-les-Tombes
- Gesves
- Gramptinne

## N942a
De N942a verbindt de N942 ter hoogte van Vezin met de N90 ter hoogte van Sclayn. De totale lengte van de N942a bedraagt ongeveer 1,9 kilometer. De route had oorspronkelijk het wegnummer N968.

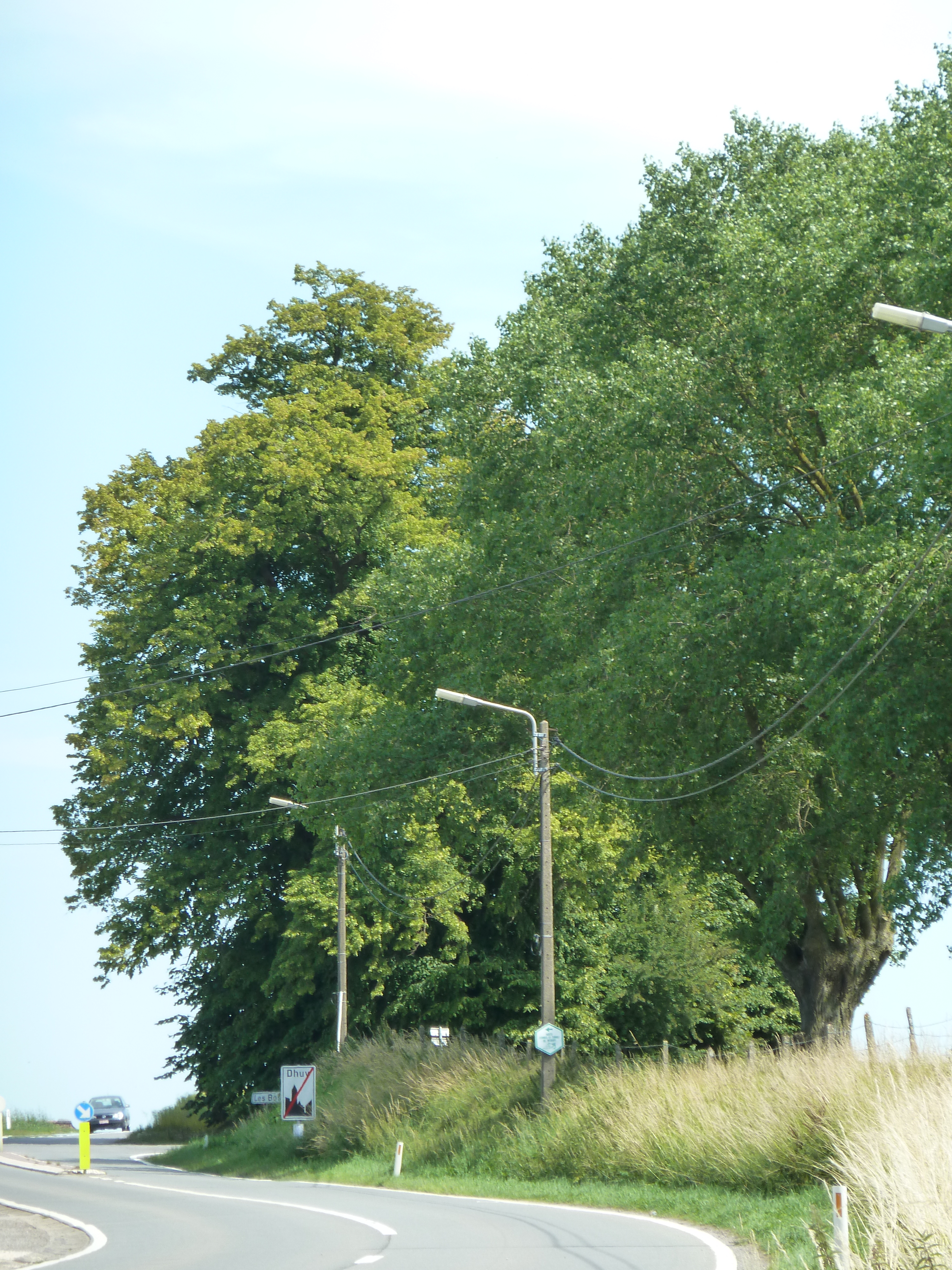
Tumulus van de zes broers aan de N942